# Yaakov Yisrael Kanievsky
 (juillet 2025).
Si vous disposez d'ouvrages ou d'articles de référence ou si vous connaissez des sites web de qualité traitant du thème abordé ici, merci de compléter l'article en donnant les références utiles à sa vérifiabilité et en les liant à la section « Notes et références ».
Pour les articles homonymes, voir Kanievsky.
Yaakov Yisrael Kanievsky, dit Le Steipler, né le 17 juin 1899 à Hornostaypil (en) et mort le 10 août 1985 à Bnei Brak, est un rabbin, talmudiste et décisionnaire du XXe siècle.

## Biographie
Yaakov Yisrael Kanievsky naît en 1899 dans la ville ukrainienne de Hornostaypil (en), d'où son surnom, le Steipler. Son père, Haim Peretz, est un hassid de Tchernobyl et le chohet local. Il décède alors que son fils n'a que 7 ans. Vers l'âge de 11 ans, sa mère n'arrivant plus à nourrir le jeune Yaakov Yisrael le confie à des émissaires de la Yechiva de Novardok, où il étudie sous la supervision du rosh yeshiva, le rabbin Yossef Yoizel Horowitz. 
Ayant progressé rapidement et acquis une réputation de talmid hakham, il est envoyé à l'âge de 19 ans à Rahatchow pour y établir une yechiva. Cependant, la Révolution russe bat son plein et Yaakov Yisrael Kanievsky est enrôlé dans l'Armée rouge. Malgré les conditions difficiles, il continue à respecter scrupuleusement toutes les mitsvot. 
Une fois, durant son service militaire, Yaakov Yisrael Kanievsky est envoyé devant la cour martiale pour "manquement au devoir" parce qu'il a refusé de profaner le chabbat. Il est condamné à passer entre deux rangées de soldats auxquels on avait ordonné de frapper à coups de crosse le jeune homme. Bien des années plus tard, le Rav Kanievsky dira que la satisfaction qu'il a éprouvée à cette occasion, en souffrant pour rester fidèle à ses convictions religieuse (Kiddoush Hashem), n'a jamais eu d'équivalent durant toute sa vie. Un autre jour, alors qu'il assure une garde pendant une nuit glaciale, il refuse de porter le manteau fourni, de peur qu'il ne contienne du chaatnez (mélange le lin et de laine). Ses oreilles gèlent et il en subit une perte de l'audition définitive. À ce sujet, il dira que sa surdité partielle est une bénédiction car elle lui évite d'entendre les futilités qui lui font perdre son précieux temps.
Une fois libéré de l'armée, il déménage à Białystok en Pologne, à l'abri des troubles communistes, pour pouvoir continuer à étudier la Torah avec le rabbin Avrohom Jofen. 
En 1925, il publie son premier sefer ("ouvrage"), Chaaré Tevounah ("Les Portes de la Compréhension"). Reçue avec beaucoup d'enthousiasme, son œuvre est parvenue jusqu'au rabbin Avrohom Yeshaya Karelitz (le Hazon Ish) à Vilna. Sans même l'avoir rencontré, ce dernier décide que l'auteur d'une telle œuvre est digne d'épouser sa sœur Miriam.
Yaakov Yisrael Kanievski est ensuite nommé rosh de la yechiva de Novardok à Pinsk. Finalement, en 1934, il rejoint son beau-frère le Rabbin Karelitz en Eretz Israel à Bnei Brak où celui-ci s'était déjà installé un et demi plus tôt. Le Rabbin Kanievsky y dirige d'abord la[yechiva de Novardok, puis, à la mort du Hazon Ish, il prend également la direction de son kollel. Malgré sa renommée mondiale, le Steipler fuit la publicité et vit dans un quartier modeste en se consacrant à l'enseignement, à l'écriture et aux œuvres de charité. 
Plus de 150 000 personnes ont assisté à son enterrement en août 1985. Son fils, le Rabbin Chaim Kanievsky, aura suivi la voie de son père en ayant été l'une des principales autorités rabbiniques du monde Haredi. Il a également eu deux filles, la Rebbetzin Ahouva Berman qui a épousé le Rosh Yeshiva de Ponevez, le Rabbin Shlomo Berman, et la Rebbetzin Yossefa Barzam, veuve du grand érudit le rabbin Shaul Barzam, elle vit actuellement à Bnei Brak.

## Œuvre
Le Steipler a écrit de nombreux livres, son œuvre principale étant le Kehilot Yaakov ("Les Assemblées de Jacob"), contenant des analyses et commentaires du Talmud. Il est également l'auteur du Birkat Peretz ("La Bénédiction de Peretz"), un commentaire du Pentateuque, et du Hayei Olam ("Les Vies du Monde"), un texte d'enseignement moral. Plusieurs recueil de lettres ont également été publiés sous le titre Krayna Deigrata ("La Couronne Epistolaire"). Une biographie intitulée Orhot Rabbeinu ("Les Voies de nos Maîtres), écrite par l'un de ses disciples, le rabbin A. Horowitz, décrit sa vie quotidienne.